# Saphir
Il Saphir è stato un sommergibile posamine appartenente alla Marine nationale, prima ed eponima unità della stessa classe. Fu varato nel dicembre 1928 dall'arsenale di Tolone. Fu tra i battelli catturati alla fine del 1942 e incorporati dalla Regia Marina, che comunque non ne fece uso operativo: catturato dai tedeschi poco dopo l'8 settembre 1943, fu probabilmente da questi mandato a fondo il successivo 15 settembre.

## Caratteristiche tecniche
Il Saphir era lungo 65,90 metri e poteva operare fino a una profondità di 80 metri. In emersione aveva un dislocamento a pieno carico di circa 700 tonnellate ed era spinto da due motori Diesel Normand-Vickers che sviluppavano 1 300 shp e garantivano un'autonomia di 7 000 miglia a 7,5 nodi (12 964 chilometri a 14,3 km/h). In immersione la spinta era invece fornita da due 2 motori elettrici (1 000 shp) con una molto più modesta autonomia di 80 miglia a 4 nodi (1 482 chilometri a 7,6 km/h). L'armamento era articolato su sette tubi lanciasiluri (quattro da 550 mm e tre da 400 mm), un cannone da 75 mm antiaereo/antinave e un paio di mitragliatrici da 13,2 mm. L'equipaggio era di circa 40 uomini.

## Servizio operativo
Il sommergibile Saphir fu ordinato nel programma navale della Marine nationale del 1924, inizialmente con il denominativo "Q145". La sua chiglia fu impostata nel cantiere navale dell'arsenale di Tolone il 25 maggio 1926 e il varo avvenne il 20 dicembre 1928; fu completato il 30 settembre 1930.
Nel settembre 1939, allo scoppio della seconda guerra mondiale in Europa, il Saphir (tenente di vascello Raymond Ange Marie Rémy ROUMÉAS, in comando dal 5 ottobre 1937) fu incaricato di condurre pattugliamenti e posa di ordigni nel mar Mediterraneo dalla base di Biserta, collaborando inoltre con la Royal Navy. Il 13 giugno 1940 posò un campo minato di 32 armi nei pressi del golfo di Cagliari. Il 22 giugno 1940 la Francia siglò l'armistizio con la trionfante Germania nazista e due giorni dopo anche con l'Italia fascista.
Nei termini della resa il Saphir (tenente di vascello Roger CAMINATI, in comando dal 2 gennaio 1940), che si trovava agli ormeggi nel porto tunisino con svariati altri sommergibili, dovette rimanere fermo in porto e fu posto in disarmo in un momento successivo, ma imprecisato. Tuttavia, il 26 giugno 1940, una sua mina posata il 13 precedente, fece saltare in aria il mercantile italiano Alicantino, da 1 642 tonnellate, al largo di Cagliari.
Nel novembre-dicembre 1942 l'Asse occupò il protettorato tunisino e i tedeschi si appropriarono del Saphir e di altri battelli, che cedettero l'8 dicembre agli alleati italiani. La Regia Marina ridenominò il Saphir come FR 112 e cercò di rimetterlo in efficienza per poi trasformarlo in sommergibile da trasporto; ma le fonti non concordano sull'arsenale: quasi sicuramente si trattava di Napoli, ma per un'altra era Genova. In ogni caso il sommergibile fu dichiarato inutilizzabile il 21 aprile 1943. Il successivo 8 settembre fu reso pubblico l'armistizio di Cassibile e le maestranze ordinarono di autoaffondare diverse unità, compreso il Saphir; per motivi non specificati dalle fonti ciò non fu fatto e i tedeschi se ne impossessarono per la seconda volta. Tuttavia non ritennero opportuno riutilizzarlo e, il 15 settembre 1943, lo fecero saltare in aria in porto oppure lo fecero affondare.